# Ґратка Поста

Діаграма Гассе ґратки Поста

Ґратка Поста — ґратка всіх клонів на булевій множині (булева множина позначається 2={0, 1}) відсортована за включенням. Була описана Емілем Постом в 1941 році.
Використовується в математичній логіці та універсальній алгебрі.

## Визначення
Булевими функціями чи логічними операціями арності n є функції f: 2n → 2.
Множина таких функцій що містить всі проєкції та замкнена відносно композиції функцій називається клоном.
Поняття клона є розширенням поняття замкнений клас функцій.

## Властивості
- Перетином двох клонів є клон.
- Об'єднання двох клонів чи доповнення клона можуть не бути клоном.

## Решітка
Для визначення деяких класів використовуються таблиці істинності їх функцій, зі значенням аргументів впорядкованих у лексикографічному порядку.

## Критерій Поста
Важливими є передповні клони (їх всього 5, в них проста будова), при добавлянні в них хоча б однієї функції, що їм не належить, їх замикання стає функціонально повним, тобто включає всі булеві функції.